# Walenty Azarewicz

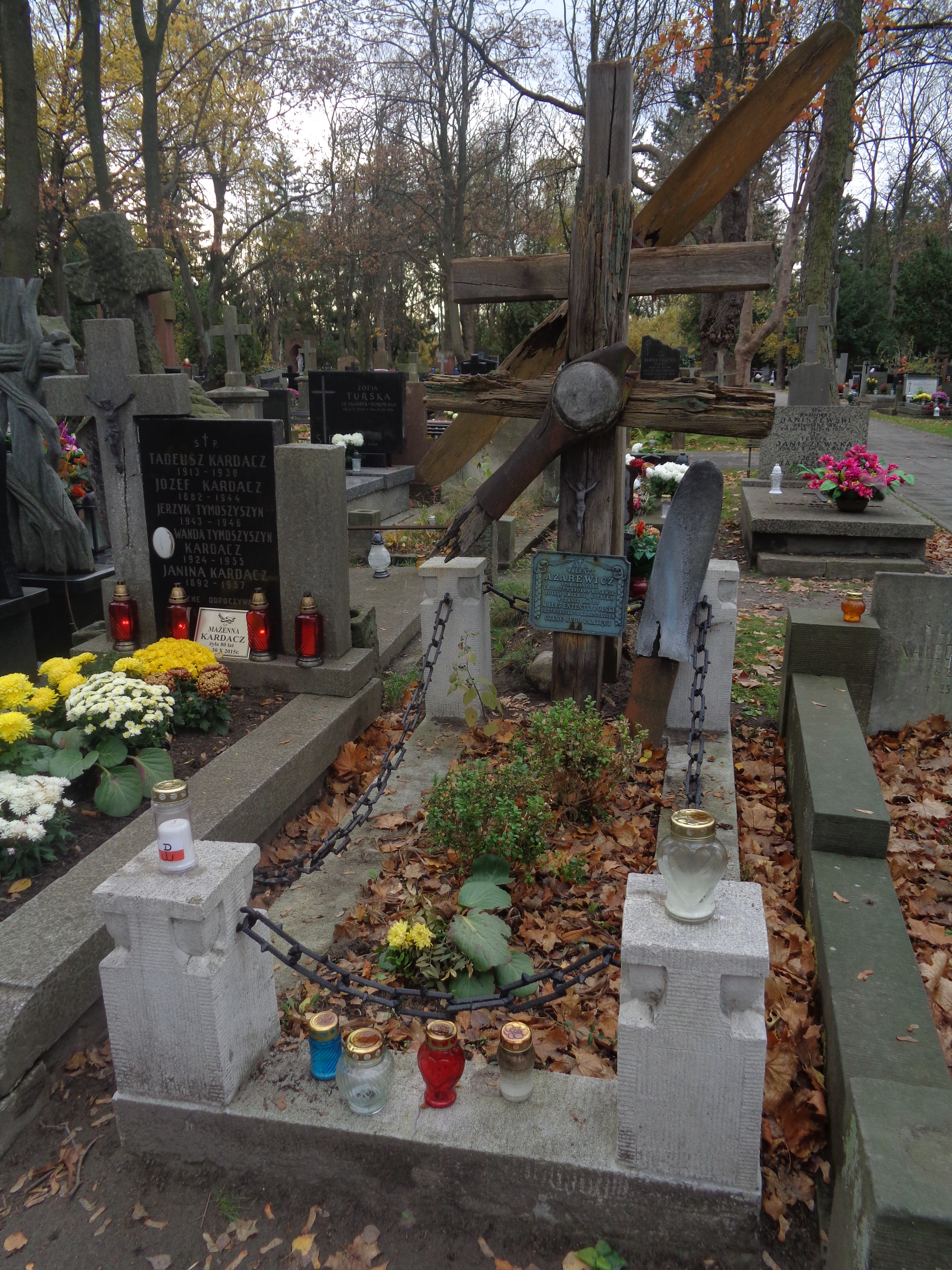
Grób Walentego Azarewicza na Cmentarzu Wojskowym na Powązkach

Walenty Azarewicz (ur. 27 stycznia 1901 w Moskwie, zm. 27 sierpnia 1930 w Podzamku) – podporucznik obserwator Wojska Polskiego.

## Życiorys
Syn Józefa i Marii z domu Haskiel. W 1918 roku ukończył szkołę realną w Moskwie. W 1921 roku przyjechał z rodziną do Polski.
W 1923 roku został powołany do odbycia służby wojskowej i otrzymał przydział do 1. pułku lotniczego, skąd został skierowany do Szkoły Podchorążych Piechoty w Warszawie. W 1925 roku otrzymał przydział do Oficerskiej Szkoły Lotnictwa w Grudziądzu, którą ukończył w 1927 roku jako obserwator z pierwszą lokatą (I promocja).
W stopniu starszego sierżanta podchorążego obserwatora otrzymał przydział do 41. eskadry lotniczej 4. pułku lotniczego w Toruniu, gdzie w 1928 roku został awansowany na stopień podporucznika. Pełnił obowiązki dowódcy kompanii, plutonu szkolnego i plutonu reflektorów. W lipcu 1930 roku, podczas szkoły ognia na poligonie toruńskim, prowadził pokazową współpracę z artylerią dla słuchaczy Wyższej Szkoły Wojennej. Po tych ćwiczeniach został mianowany na oficera taktycznego 41 EL.
W 1930 roku wziął udział w eliminacjach do udziału w Locie Małej Ententy i Polski. W załodze z kpt. pil. Leopoldem Pamułą zajęli w nich 4. miejsce i zostali zakwalifikowani do udziału w Locie. Wystartowali w nim na samolocie Lublin R.VIII z silnikiem Hispano Suiza o mocy 600 KM z numerem startowym 22.
27 sierpnia 1930 roku, podczas pierwszego dnia zawodów, doszło do katastrofy w wyniku której zginął, a kpt. Pamuła został lekko ranny. Przyczyną katastrofy była awaria silnika. 30 sierpnia został pochowany na Cmentarzu Wojskowym na Powązkach w kwaterze B/15 (5/2).
Pośmiertnie został awansowany do stopnia porucznika.